# Никополська дієцезія
Никополська дієцезія (болг. Никополска епархия) — територіально-адміністративна одиниця римо-католицької церкви в Болгарії. Охоплює північну частину території Болгарії площею 43 241 км² і налічує 30 тисяч вірних.
Заснована 1789 року із центром в Никополі. У XX столітті центр дієцезії було перенесено до Русе.